# Huntiglennia
Huntiglennia Zabka & Gray, 2004 è un genere di ragni appartenente alla famiglia Salticidae.

## Distribuzione
L'unica specie oggi nota di questo genere è stata rinvenuta in Australia, nella regione del Nuovo Galles del Sud.

## Tassonomia
A giugno 2011, si compone di una specie:
- Huntiglennia williamsi Zabka & Gray, 2004[2] — Nuovo Galles del Sud